# Weighardt Promnitz
Weighardt Promnitz (zm. 12 listopada 1618) – władał państwem stanowym Niemodlin (niem. Herrschaft Falkenberg) od 1600 do 1618 r.
Syn Seifrieda Promnitz i Ursuli Schaffgotsch z domu Neuhaus, zięć Balthasara Pückler von Groditz i mąż jego starszej córki Polixeny, którą poślubił w 1600 r., ojciec Zygfryda (Seyfrieda) II Promnitz.
Kontynuował przebudowę zamku niemodlińskiego zapoczątkowaną przez teścia. Za jego czasów, w latach 1610–1618 dobudowano skrzydło północno-wschodnie wraz z kaplicą, skrzydło południowo-wschodnie oraz cztery wieże z klatkami schodowymi w narożach dziedzińca. Zmarł w roku 1618, pozostawiając 177 tysięcy talarów długów, związanych zapewne w znacznej mierze z kosztami rozbudowy zamku.